# Alkoholmeter
 For alternative betydninger, se Alkoholmeter (flertydig). (Se også artikler, som begynder med Alkoholmeter)
Et alkoholmeter eller alkometer er et apparat som benyttes til at måle mængden af alkohol i en persons blod via en udåndningsprøve.
Mængden af alkohol måles i promille. I Danmark er den øvre grænse for alkoholpromille for at føre et køretøj eller en båd 0,5 promille.

## Oprindelse
Muligheden for at teste for alkohol gennem en persons udåndingsluft går så langt tilbage som til år 1874, hvor Anstie gjorde den observation, at små mængder alkohol kunne spores i den menneskelige ånde.
Før alkometeret, som det er kendt i dag, blev opfundet, brugte politiet det der blev kaldt en ballon-test eller ”puste i ballon”. Denne metode blev opfundet i 1938 af Professor Harger, og forløb på den måde at en person pustede ind i en ballon, hvorefter den opsamlede udåndingsluften blev pumpet igennem en krystalblanding. Hvis der var alkohol til stede, ville disse krystaller skifte farve.
Metoden som bliver brugt til at spore hvorvidt en person har drukket alkohol i dag, stammer tilbage fra 1954. Det var Dr. Robert Borkenstein, der opfandt denne metode hvor alkoholmolekylerne danner en elektrisk strøm i en brændselscelle, som bliver omdannet til et målbart resultat.
Ordet 'alkometer' stammer fra firmaet Unimenco A/S – kendt under navnet Palmenco A/S indtil 2004. Unimenco har været leverandør af alkometre til det danske politi siden år 1991. Navnet alkometer kommer fra det engelske firma Lion laboratories Ltd. hvis instrumenter til måling af alkoholpromille hedder Alcolmeter®. Dette er blevet oversat til dansk af Unimenco A/S, som fandt navnet alkometer mere mundret end det oprindelige Alcolmeter. 

## Bevisalkoholmeter
Lige før Påske 2010 tog Nordsjællands Politi et nyt mobilt bevisalkometer i brug, som led i et pilotprojekt. Gennem en udåndingsprøve på stedet kan bevisalkometrene afgøre mængden af alkohol i kroppen og dermes skal bilisten ikke først køres til en læge for at udtage den blodprøve, som bilister i dag får taget, når der er mistanke om spirituskørsel, og det sparer sagsbehandlingstid. Dermed kan politiet frakende bilister kørekortet omgående fordi de ikke skal vente på blodprøven testes, fordi de med det samme kan konstatere, om bilisten er spirituspåvirket. Det er også en fordel for bilisterne, som slipper for at vente på en afgørelse, der godt kan trække ud i over en måned.
Alkometret fungerer på den måde, at bilisten får en udåndingstest med fem minutters mellemrum, hvis et almindeligt alkometer har konstateret en alkoholpromille på over 0,50. Resultatet udregnes på baggrund af middelværdien af de to udåndinger minus 15 procents sikkerhedsfradrag. Bevisalkometrene forventes indført i hele Danmark inden udgangen af 2011.

## Håndholdte alkoholmeter
Politiet i Danmark har siden 1980’erne benyttet de såkaldte håndholdte alkoholmeter – disse er hvad de fleste forbinder med et alkoholmeter.
Politiet i Danmark benytter flere forskellige modeller af alkoholmeter, det mest brugte er dog alkoholmeter S-300 
Disse alkoholmetre indeholder en brændselscelle, som omdanner den alkohol, som testpersonen måtte have i sin ånde, til en elektrisk strøm. Denne strøm bliver derefter omregnet til en given promille, som vises af alkoholmeteret.

## Forbrugeralkoholmeter
Der findes også alkoholmetre, som er fremstillet til private forbrugere, så ’almindelige’ mennesker også kan teste deres promille, inden de f.eks. skal køre deres bil. Nogle af disse alkoholmeter til private benytter også en brændselscelle, som Politiets alkoholmeter gør, mens andre ikke gør.
Alkoholmeter som ikke benytter en brændselscelle kan give udslag på andet end alkohol. Tyggegummi, lakrids og bolsjer kan give udslag på et alkoholmeter uden brændselscelle, og dette er blandt andet grunden til at Politiet kun bruger alkoholmeter med brændselsceller.